# Stepan Onyszkewycz
Stepan Onyszkewycz (ur. 21 grudnia 1861 w Uhnowie, zm. 19 grudnia 1944) – ukraiński polityk i działacz społeczny w Galicji, ksiądz greckokatolicki.
W 1899 był członkiem założycielem Ukraińskiej Partii Narodowo-Demokratycznej, później w Ukraińskim Zjednoczeniu Narodowo-Demokratycznym.
Był posłem XI i XII kadencji Rady Państwa Austrii, w latach 1918-1919 członkiem Ukraińskiej Rady Narodowej.
Zasłużony działacz stowarzyszeń gospodarczych „Silskyj Hospodar”, „Dnister”, „Karpatija”.